# Eduard Gurk
Eduard Gurk (17. listopadu 1801 Vídeň – 31. března 1841 Jeruzalém) byl rakouský krajinář a grafik, který pracoval pro habsburský dvůr za císařů Františka I. a Ferdinanda I. Proslul zejména jako akvarelista.

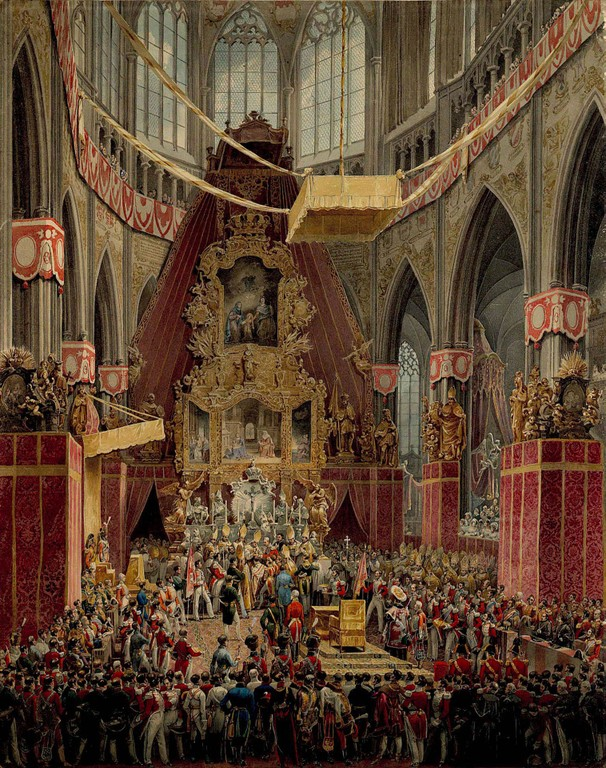
Eduard Gurk: Korunovace Ferdinanda I. ve svatovítské katedrále

## Život
Eduard Gurk už od mládí inklinoval k výtvarnému umění, protože jeho otec Josef Ignác Gurk - malíř, byl zároveň jeho první učitel. Později studoval na Akademii výtvarných umění ve Vídni. Záhy se dostal mezi nejpřednější malíře, a vydobyl si své místo u dvora. Často doprovázel přední šlechtice na jejich cestách, posléze dokonce i arcivévody. Těšil se přízně budoucího císaře Ferdinanda, s nímž po roce 1830 procestoval celou monarchii a zvěčnil ve svých obrazech i jeho korunovace v Praze a Miláně.
Eduard Gurk proslul zejména jako krajinář, litograf a do jisté míry i portrétista.
V roce 1840 vyrazil na studijní cestu do Sýrie a Palestiny. Zde se však nakazil tyfem[nepřesný odkaz] a zemřel ve věku 39 let v Jeruzalémě.

## Dílo
- 1823 Wiens vorzüglichste Gebäude und Monumente, gemeinsam mit seinem Vater Josef Ignaz Gurk, Vienna, Verleger u. Kunsthandler Tranquillo Mollo.
- 1823-1825 Wiens Umgebungen – Nach der Natur gezeichnet und gestochen von Joseph und Eduard Gurk, 65 Tafeln (erschienen bei Tranquillo Mollo; Nachdruck: Graz: Akad. Druck- u. Verlagsanst, 1988).
- 1825-1830 Mahlerische Ansichten aus Carlsbad, Töplitz, Marienbad, Franzensbrunn und den Umgebungen. Nach der Natur gezeichnet und gestochen von Eduard Gurk in Wien. Wien, Tranquillo Mollo
- 1829 2 Illustrationen (Lithografien) zu Joseph Kyselaks Reisebeschreibung Skizzen einer Fußreise durch Oesterreich, Steiermark, Kärnthen, Berchtesgaden, Tirol und Baiern nach Wien – nebst einer romantisch pittoresken Darstellung mehrerer Ritterburgen und ihrer Volkssagen, Gebirgsgegenden und Eisglätscher auf dieser Wanderung, unternommen im Jahre 1825 von Joseph Kyselak, Wien, bei Anton Pichler.
- 1829 Abbildung der neuesten Adjustirung der Türkischen Armee in Constantinopel, Wien, Tranquillo Mollo
- 1830 Erinnerung an Wien, Vienna, Verleger u. Kunsthandler Tranquillo Mollo
- 1830 Erinnerungsblätter an die Krönung S.K.H. des Erzherzogs Kronprinzen Ferdinand zum König von Ungarn in Preßburg d. 28. Sept. 1830, Folge von 36 Blättern
- 1833 Mahlerische Reise von Wien nach Maria Zell in Steyermark, dargestellt in drey Tagreisen und nach der Natur aufgenommen im Jahre 1833 in Begleitung Sr. Majestät des jüngern Königs von Ungarn, Ferdinand dem fünften, von Eduard Gurk. 40 Aquarelle, Niederösterreichisches Landesmuseum. Faksimile Graz 1996, ISBN 3-201-01660-8
- 1835 Begräbnis von Franz I. - Zeichnungen und unfertigen Aquarellen, Autonome Provinz Bozen. Bozen (Italien)
- 1836 Die Königskrönung Ferdinands I. in Prag" - Aquarelle, Zeichnungen und unfertigen Aquarellen, Autonome Provinz Bozen. Bozen (Italien)
- 1838 Die Krönungsreise Ferdinands I. nach Italien'' - Aquarelle, Zeichnungen und unfertigen Aquarellen, Autonome Provinz Bozen. Bozen (Italien)
- 1838 Ansichten von Stadt und Land Salzburg - (Bleistiftzeichnungen)
- 1840 Trachten und Porträts"; "Motive von Tirol und anderen Orten des Kaiserreiches" - Aquarelle, Zeichnungen und unfertige Aquarellen, Autonome Provinz Bozen. Bozen (Italien)
- 1841 Motive aus dem Orient und Palästina" - Aquarelle, Zeichnungen und unfertige Aquarellen, Autonome Provinz Bozen. Bozen (Italien)